# Вул, Илья Моисеевич
Илья Моисеевич Вул (4 октября 1892, Житомир, Волынская губерния — 30 октября 1958, Кишинёв) — советский нейрофизиолог, невропатолог. Доктор медицинских наук (1946), профессор (1946).

## Биография
Учился в хедере и гимназии. В 1928 году окончил Одесский медицинский институт. Работал врачом в Одессе, с 1930 года — научный сотрудник Института мозга имени В. Бехтерева в Ленинграде. С 1937 года — на кафедре физиологии нервной и мышечной систем во 2-м Ленинградском медицинском институте. В 1942—1944 годах возглавлял кафедру нервных болезней, в 1944—1950 годах — кафедру физиологии человека Красноярского медицинского института. Докторскую диссертацию по теме «Высшая нервная деятельность в онтогенезе» защитил в 1946 году.
С 1950 года и до конца жизни заведовал кафедрой физиологии человека и животных Кишинёвского университета, где организовал первую физиологическую лабораторию.
Основные труды — в области онтогенеза нервной системы, развития функций анализаторов, субординации в центральной нервной системе, динамики хронаксии при умственной и физической работе, воздействии факторов внешней среды на нервную деятельность. Особенно известна серия его работ по хронаксии, выполненных на протяжении 1930-х годов в соавторстве с Юлием Михайловичем Уфляндом.